# Физир-Микл
Физир-Микл је експериментална ваздухопловна једрилица намењена за основну обуку и тренажу пилота и једриличара. Мешовите је конструкције (претежно дрво и платно). Ову једрилицу су конструисали инжењери Рудолф Физир и Јосип Микл 1923. године.

## Пројектовање и развој
Ову једрилицу су пројектовали 1923. године инжењери Рудолф Физир и Јосип Микл док су радили у Ваздухопловном арсеналу у Петроварадину. То је била прва ваздухопловна једрилица пројектована и направљена на територији Краљевине СХС-(Југославије) а име је добила према презименима пројектаната. Једрилица је успешно полетела августа месеца 1923. године у сремском селу Бешка и њоме је први пробни лет направио сам Ј. Микл, да би тестирање наставио капетан М. Навратил војни пилот.

### Технички опис
Једрилица Физир-Микл је класификована као висококрилини моноплан мешовите конструкције (дрво платно). Конструкција трупа је била направљена од дрвета а оплата је од дрвене лепенке. Попречни пресек трупа је био правоугаоног облика. На почетку трупа, испред крила је била смештена пилотска кабина која није имала нити поклопац нити заштитни ветробран. Пилот је из кабине имао леп преглед околине летелице. Команде једрилице су биле челичним сајлама везане за извршне органе летелице (крилца, и кормила правца и висине). Крило је имало дрвену конструкцију са две рамењаче а облога је била од импрегнираног платна. Репне површине су биле изведене као и крило. Стајни трап је имао напред два фиксна точка а испод репа једрилице се налазила еластична дрвена дрљача.

## Карактеристике
Карактеристике наведене овде се односе на једрилицу Физир-Микл а према изворима.
| Финеса      | 1 : при брзини km/h |
| Перформансе | - максимална брзина km/h - минимална брзина km/h - макс. брзина аеро вуче km/h - макс. брзина витло km/h - минимално пропадање m/s при брзини km/h |
| Димензије   | - размах крила m - дужина трупа m - висина m - површина крила m² - виткост - аеропрофил крила - макс. оптеречење крила; kg/m²                      |
| Маса        | - сопствена kg - носивост kg - полетна kg - водени баланс; нема                                                                                    |

## Оперативно коришћење
Не постоји поуздан податак где је направљена ова једрилица. Постоји могућност да је направљена у Аеропланској радионици Ваздухопловног арсенала у Петроварадину, Икарусу у Новом Саду или у Радионици Физира у Петроварадину. Пробни лет као и каснији летови које је обавио пилот Навратил исводили су се у Бешкој где је до дрвене грађе направљена скакаоница
(тобоган) слична оним скакаоницама за скијашке скокове где је једрилица спуштајући се низ скакаоницу добијала почетну брзину која јој је омогућавала да се вине у ваздух. Ова једрилица је била веома значајна за развој нашег ваздухопловства јер је поред тога што је била прва, показала је да смо и стручно и технолошки способни за производњу домаћих летелица. Тако је почело!

## Сачувани примерци
Није сачувана ова једрилица нити њени остатци.

## Земље које су користиле ову једрилицу
- Краљевина Југославија